# Carl Gustaf Pettersson
För garvaren och läderhandlaren Carl Gustaf Petersson, se Carl Gustaf Petersson (garvare)

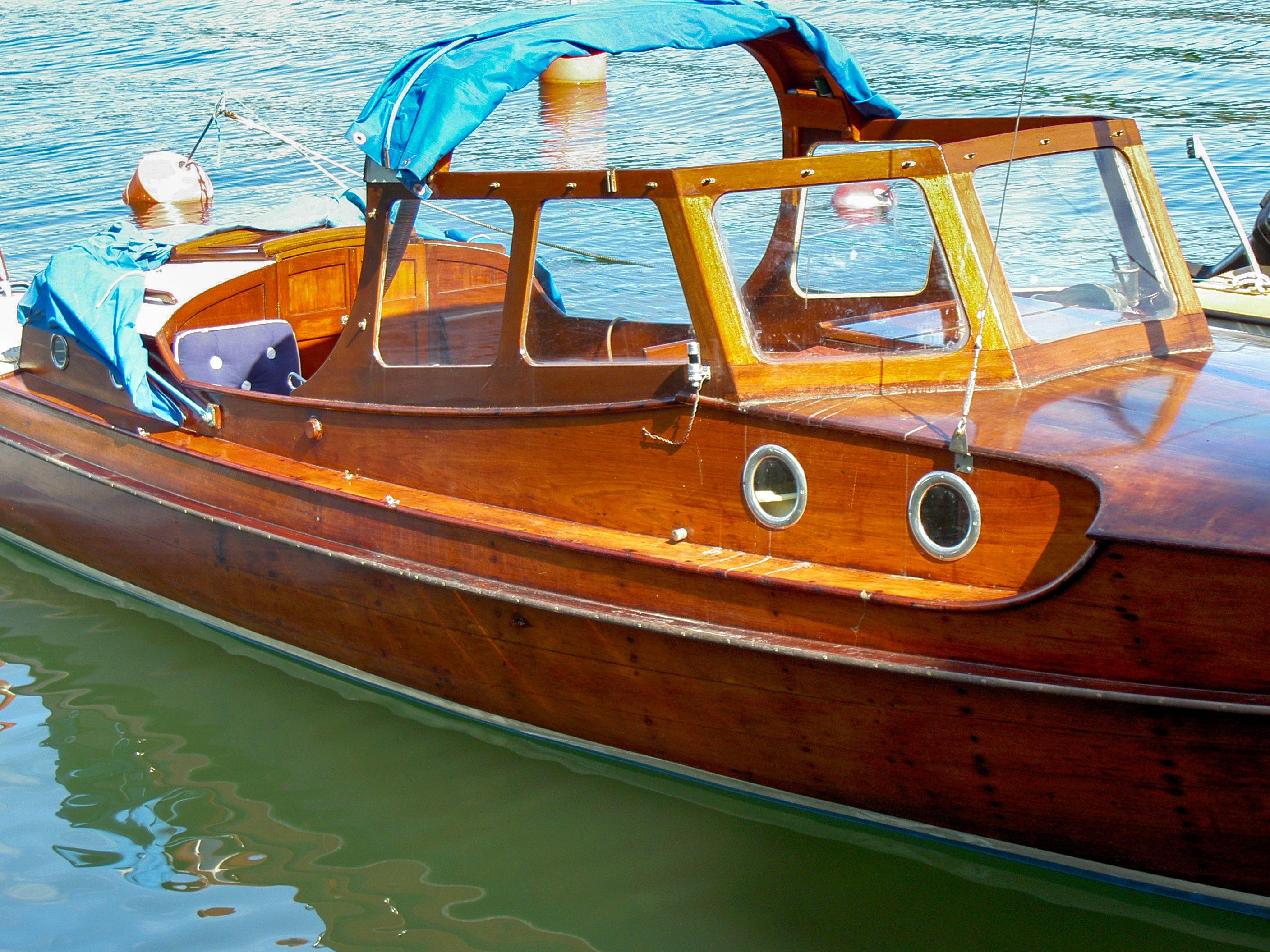
Detalj av petterssonbåt med "öra"

Carl Gustaf Pettersson, född 6 augusti 1876 i Östra Ryds församling i Österåker, död 27 mars 1953 i Katarina församling i Stockholm, var en svensk båt- och fartygskonstruktör. Han gjorde fler än ett tusental båtkonstruktioner, framför allt av fritidsfartyg.

## Biografi
Carl Gustaf Pettersson var det äldsta barnet av sex till Carl Wilhelm och Emma Pettersson, som var hemmansägare, först på Tenö utanför Vaxholm och senare på Ramsö. Han utbildade sig till ingenjör på tekniskt gymnasium i Stockholm och gick också i lära hos båtbyggaren och uppfinnaren Frans Julius Frodé på Tynningö. Han började därefter konstruera båtar. Han grundade tillsammans med sina bröder Robert och John ett litet båtvarv på Båtudden på Ramsö 1902, som 1905 övertogs av Motor AB Reversator. Carl Gustav Petterson var där konstruktör under ett år, innan han övergick till att rita båtar på AB Gustaf Ericssons Automobilfabrik i Liljeholmen i Stockholm. År 1907 öppnade han ett eget konstruktionskontor, från 1910  i Liljeholmen, inriktat på "Motorbåtsritningar, Snabba Racers o. Lustbåtar, Passagerare-, Transport-, Fiske- och Bogserbåtar."
Mellan 1915 och 1920 arbetade Ruben Östlund på hans kontor. År 1922 öppnade han tillsammans med den från USA hemkomna Einar Runius firman Motorbåtsbyrån vid Kungsgatan i Stockholm. Byrån ritade båtar åt bland annat Pentaverken och Skandiaverken. C.G. Pettersson och Einar Runius samtecknade många av byråns ritningar.
Carl Gustaf Pettersson gifte sig 26 september 1900 med Maria Kristina Nilsdotter Bergqvist (1875-1953). Paret fick de två barnen Oscar och Ester (Riwkin). Oscar dog i låg ålder.

## Båtkonstruktion
C.G. Petterssona första ritade motorbåt var Vikingen 1904, som byggdes på Reversators varv på Ramsö och var utrustad med en 2,5 hk Reversator-motor. Med denna vann han pris vid motorbåtstävlingar i Kiel i Tyskland och i andra tävlingar 1904–1905, liksom med sin andra båt Tirfing 1905. Denna sexmetersbåt vägde endast 680 kg genom att skrovet var överspänt med impregnerad duk. Den var försedd med en tvåcylindrig Reversatormotor på fem hästkrafter och kom upp i tio knop.
Därpå ritade han M/Y Plurr, som numera är museibåt i Stockholm. Hans tidiga motorbåtar saknade vindruta för att ge fri sikt. Han utvecklade så småningom en omkring sju meter lång, smal  ruffbåt för innerskärgårdstrafik med inombordsmotor, som stod modell för många andra svenska träbåtar. Dessa motorbåtar hade ett "öra", en för Carl Gustaf Pettersson karakteristisk rundad övergång från fördäck till skarndäck. Bland båtfolk benämns denna typ som "petterssonare" eller "Petterssonbåtar".
| ”                                                                  | Därför sägs det att Pettersson inte bara satte svenska folket i sjön, han hade också ett avgörande inflytande på den svenska nativiteten. Ruffarna i Petterssonbåtarna är nämligen så smala att man och hustru inte kan övernatta i dem utan att hustrun blir med barn. | „ |
| – Gits Olsson i Varning för Petterssonbåtar i tidskriften Se 15/69 | |   |

## Konstruerade fartyg i urval
Huvudartikel: Lista över motorbåtar konstruerade av C.G. Pettersson
- 1904 Vikingen, Reversators varv, Ramsö
- 1905 Plurr, Reversators varv, Ramsö
- 1905 M/Y Nordstjernan, Reversators varv, Ramsö
- 1906 M/Y Belsebub, Reversators varv, Ramsö
- 1906–1907 M/Y Salome för Josef Sachs, Reversators varv, Ramsö
- 1907 M/Y Vi Tre, AB Gustaf Ericssons Automobilfabrik, Stockholm
- 1907 Motorbåten Clarenca, AB Gustaf Ericssons Automobilfabrik, Stockholm
- 1910 M/Y Valkyrian, Nymans Verkstäder, Uppsala
- 1910 M/Y Eola, Gustafsson & Anderssons Varvs & Mekaniska verkstad AB, på Kungsholmen i Stockholm
- 1911 M/Y Indépendance på Hästholmsvarvet
- 1911-12 M/Y Wiking V på Löfholmsvarvet i Stockholm för C.G. Pettersson själv
- 1912 M/Y Fiorella, Bröderna Larssons varv och mekaniska verkstad, Kristinehamn
- 1915 M/Y Thelma IV, Eriksbergs Mekaniska Verkstad i Göteborg
- 1915 M/Y Vift, Arvika Yacht- och Båtvarf, Arvika
- 1916 M/Y Lilian II, Södra varvet, Stockholm
- 1916 M/Y Vift, Bröderna Larssons varv och mekaniska verkstad, Kristinehamn
- 1917 M/Y Carla III, Bröderna Larssons varv och mekaniska verkstad, Kristinehamn
- 1920 M/Y Albertina, Bröderna Larssons varv och mekaniska verkstad, Kristinehamn
- 1923 M/Y Silva, Landin & Johansson, Önnered, Göteborg
- 1924 M/Y Mariana, tidigare tullkryssaren Tv 13, Landin & Johansson, Önnered, Göteborg
- 1925 M/Y Wiking X, Rosättra Båtvarv, Norrtälje
- 1925  M/Y Elisabeth, Fröbergs varv, Lidingö
- 1927 M/Y Stella Marina, Gustafsson & Andersson, Lidingö
- 1928 M/T Albatross, Bröderna Larssons varv och mekaniska verkstad, Kristinehamn
- 1929 M/Y Anitra, Rosättra Båtvarv, Norrtälje
- 1929 M/Y Wiking XI, Fisksätra varv (sista båten med namnet Wiking)
- 1929 M/Y Lady II, Fisksätra varv,  Saltsjöbaden
- 1931 M/Y Eystra, Sjöexpress varv, Lidingö
- 1932 M/Y Graziella, Fröbergs varv, Lidingö
- 1932 M/Y Parbleu, Fisksätra varv, Lidingö
- 1932 M/Y Eje, Räknäs varv, Gustavsberg
- 1933 M/Y Liss, amatörbygge
- 1934 M/Y Margona, Fröbergs varv, Lidingö
- 1938 M/Y Sigtunaturisten, Ernst Erikssons Båtvarv, Flottsund
- 1939 S/Y Unda Maris, segelyacht, Sverres varv, Göteborg
- 1945 M/Y Ing-Gun, dubbelruffad snipa, K G Munthers båtbyggeri, Trollhättan

## Bildgalleri

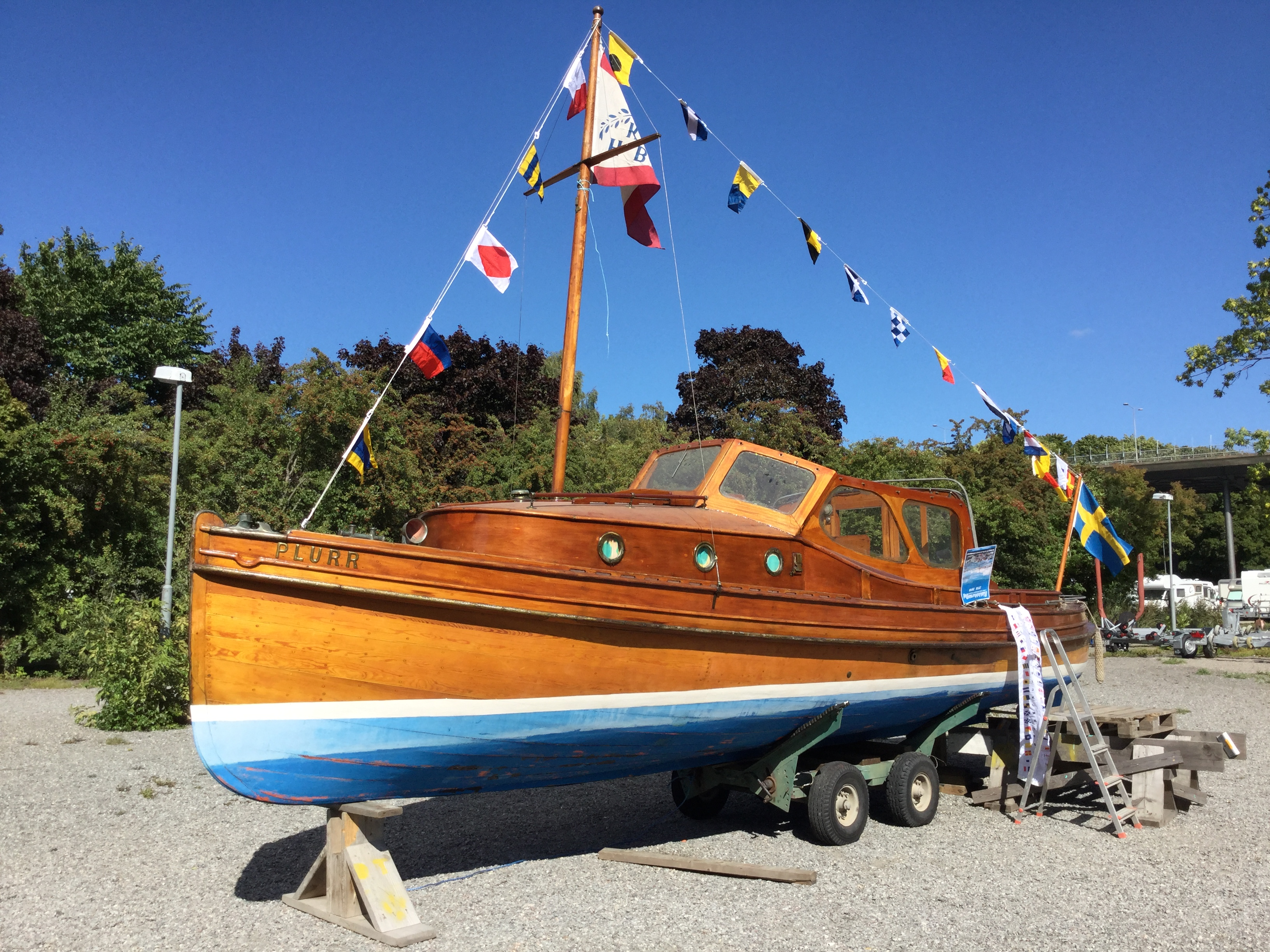
M/Y Plurr, 1905
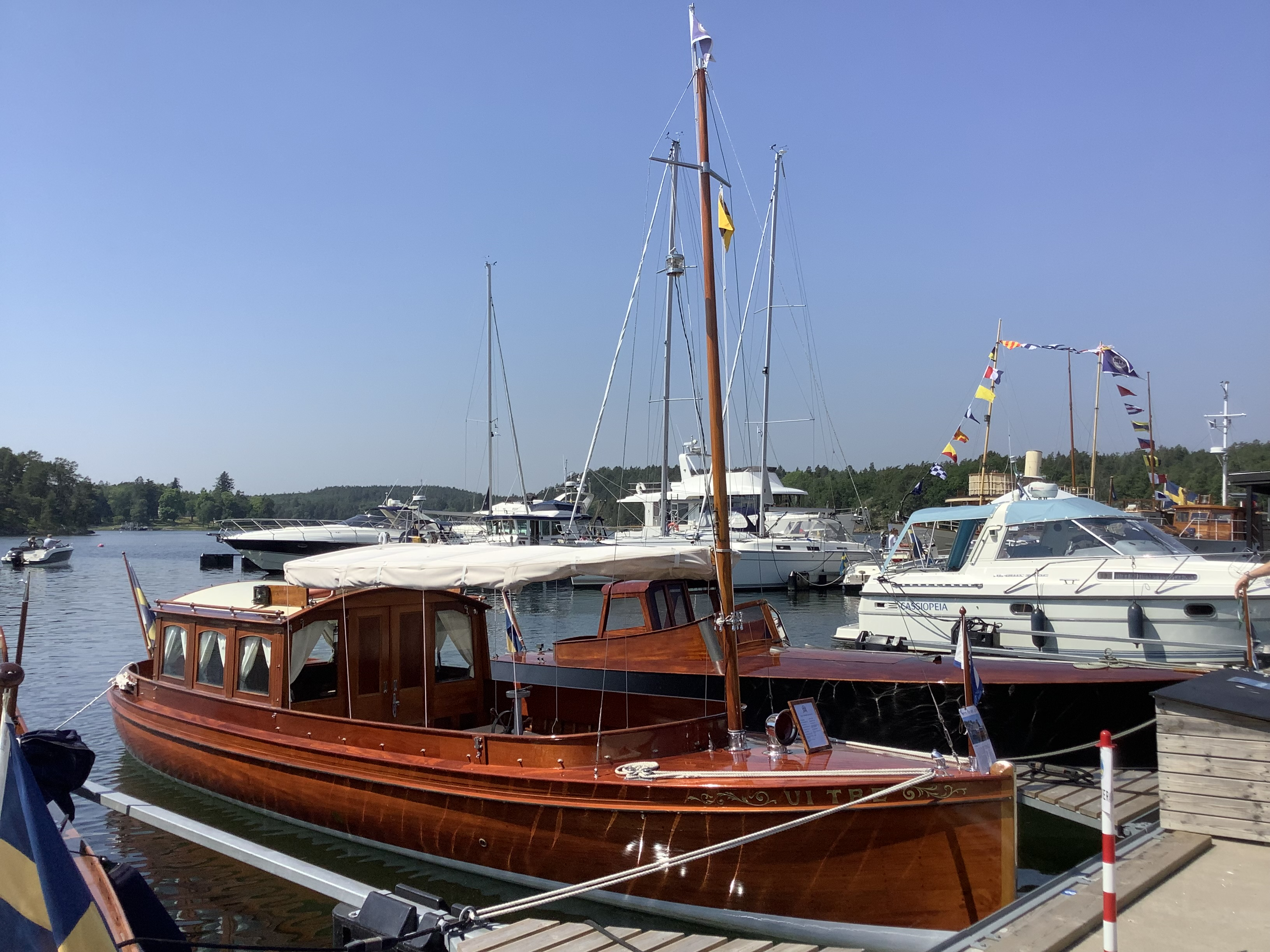
M/Y Vi Tre, 1907
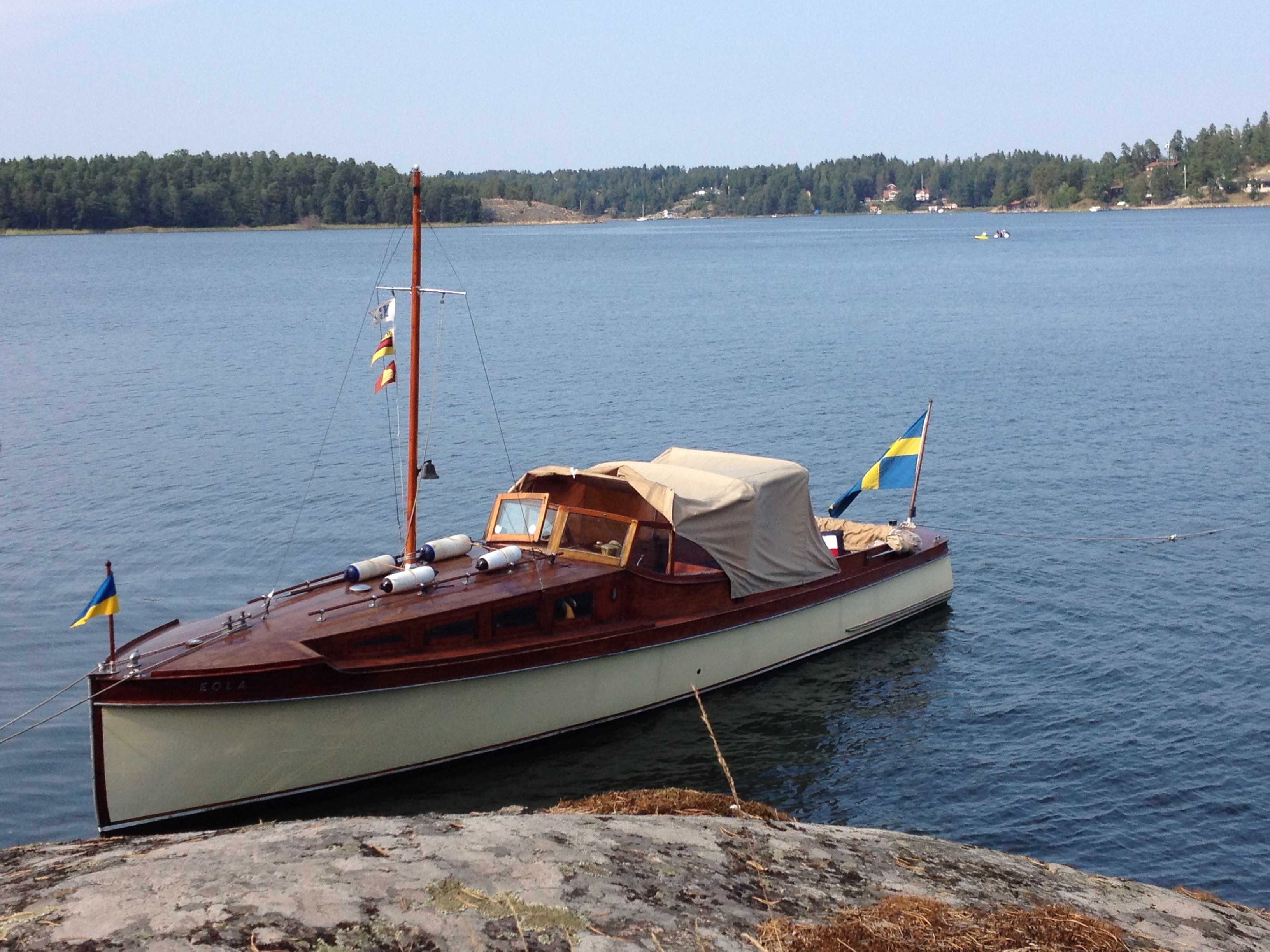
M/Y Eola, 1910
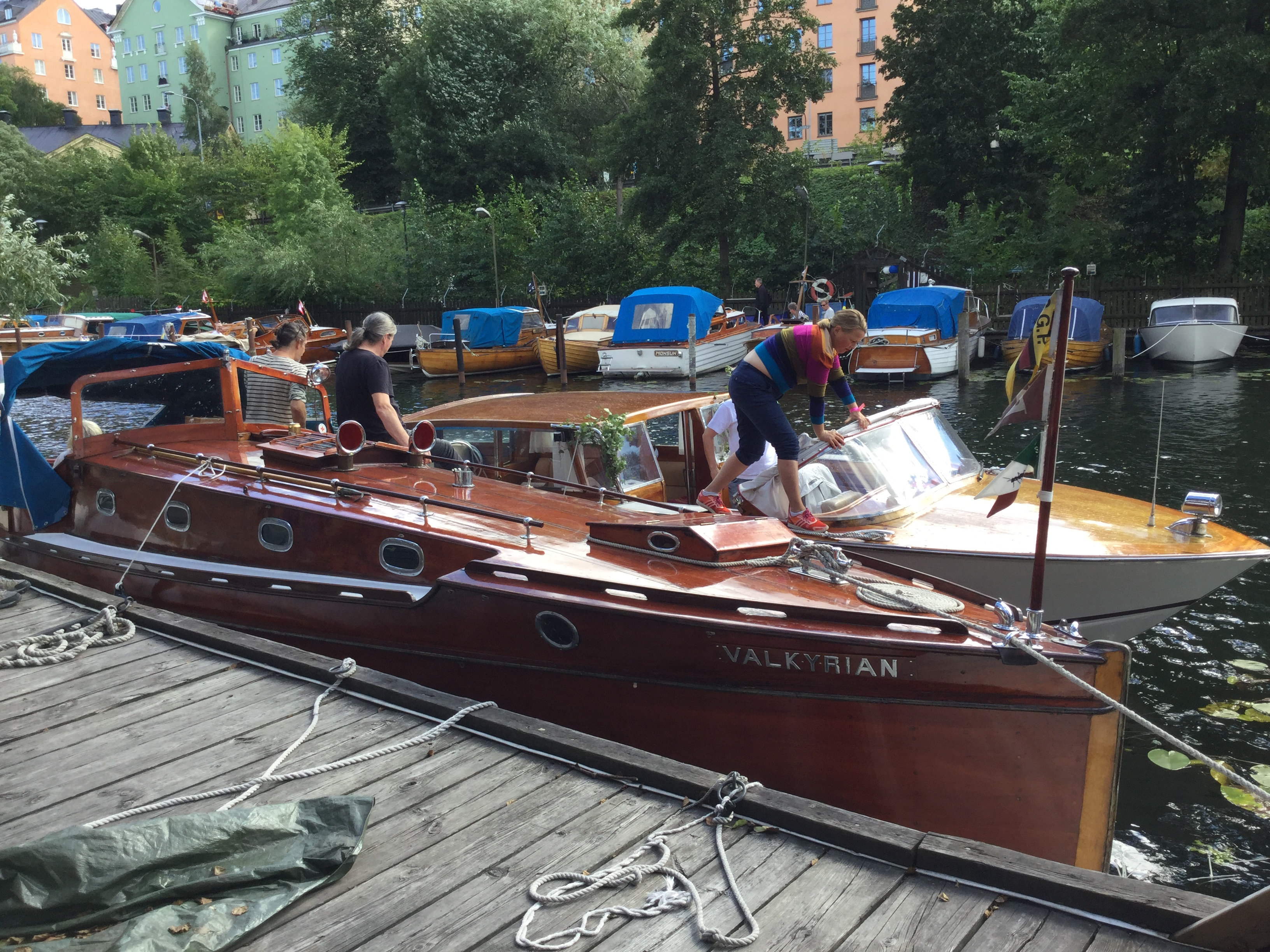
M/Y Valkyrian, 1910
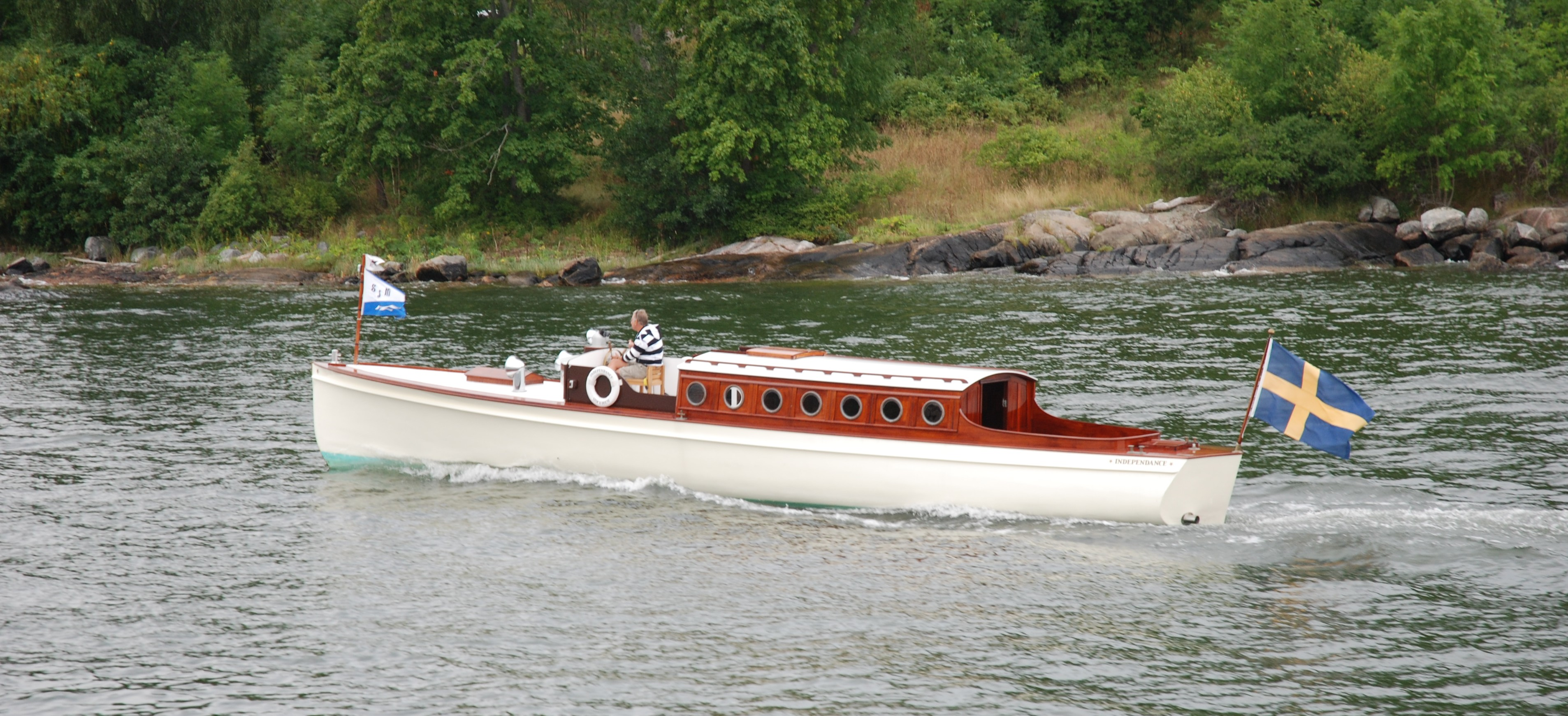
M/Y Indépendance, 1911
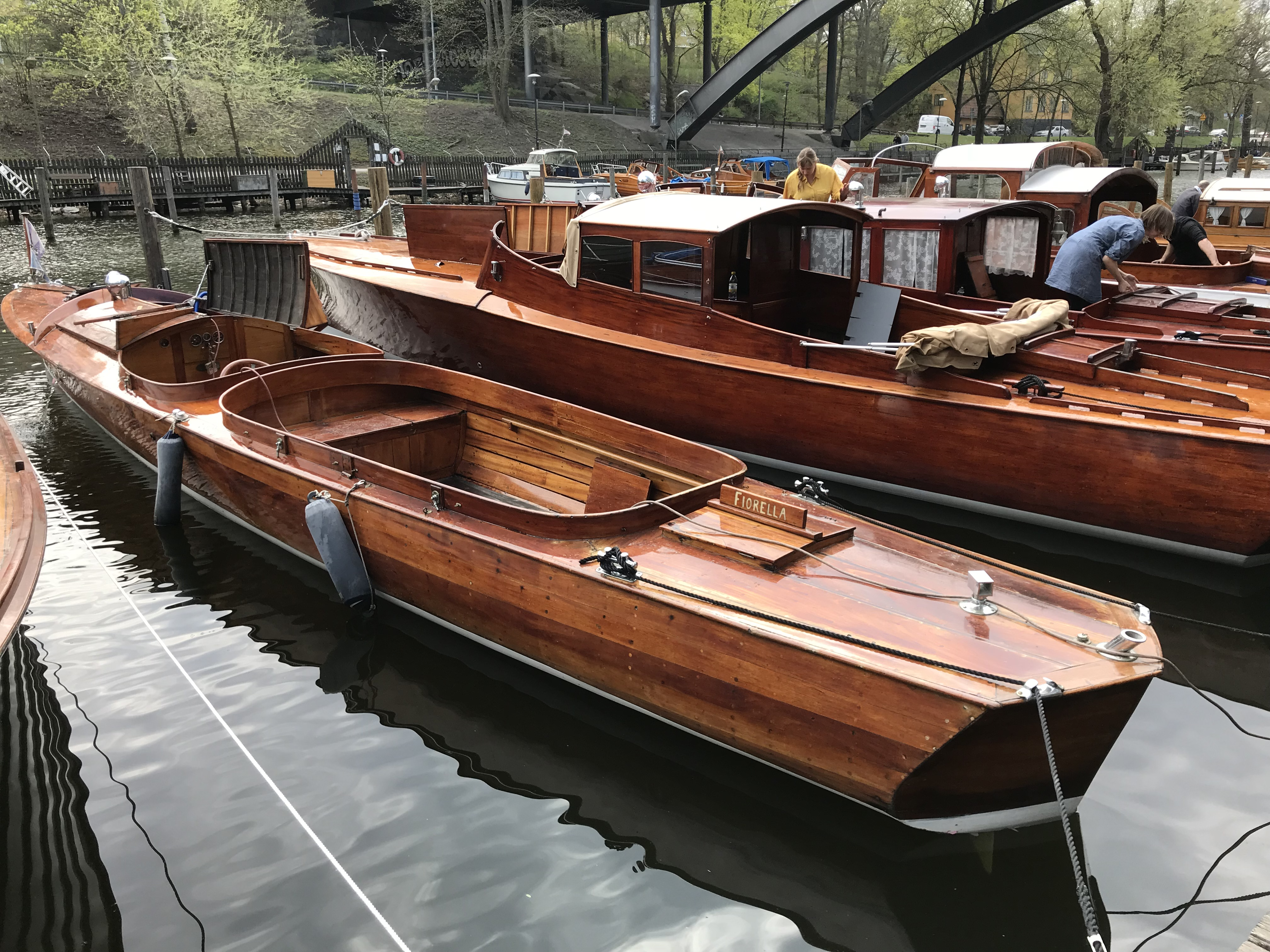
M/Y Fiorella, 1912
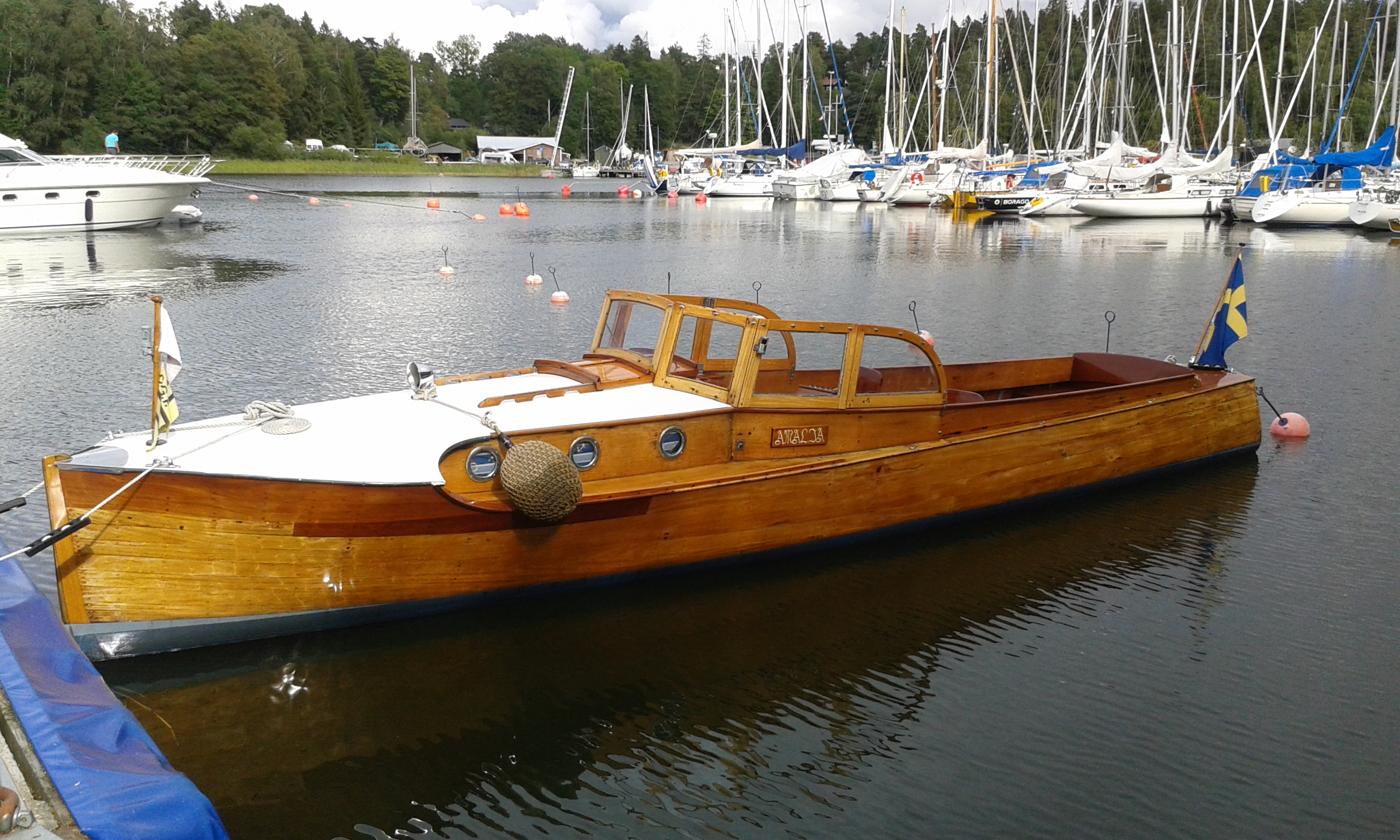
M/Y Amalia, 1916
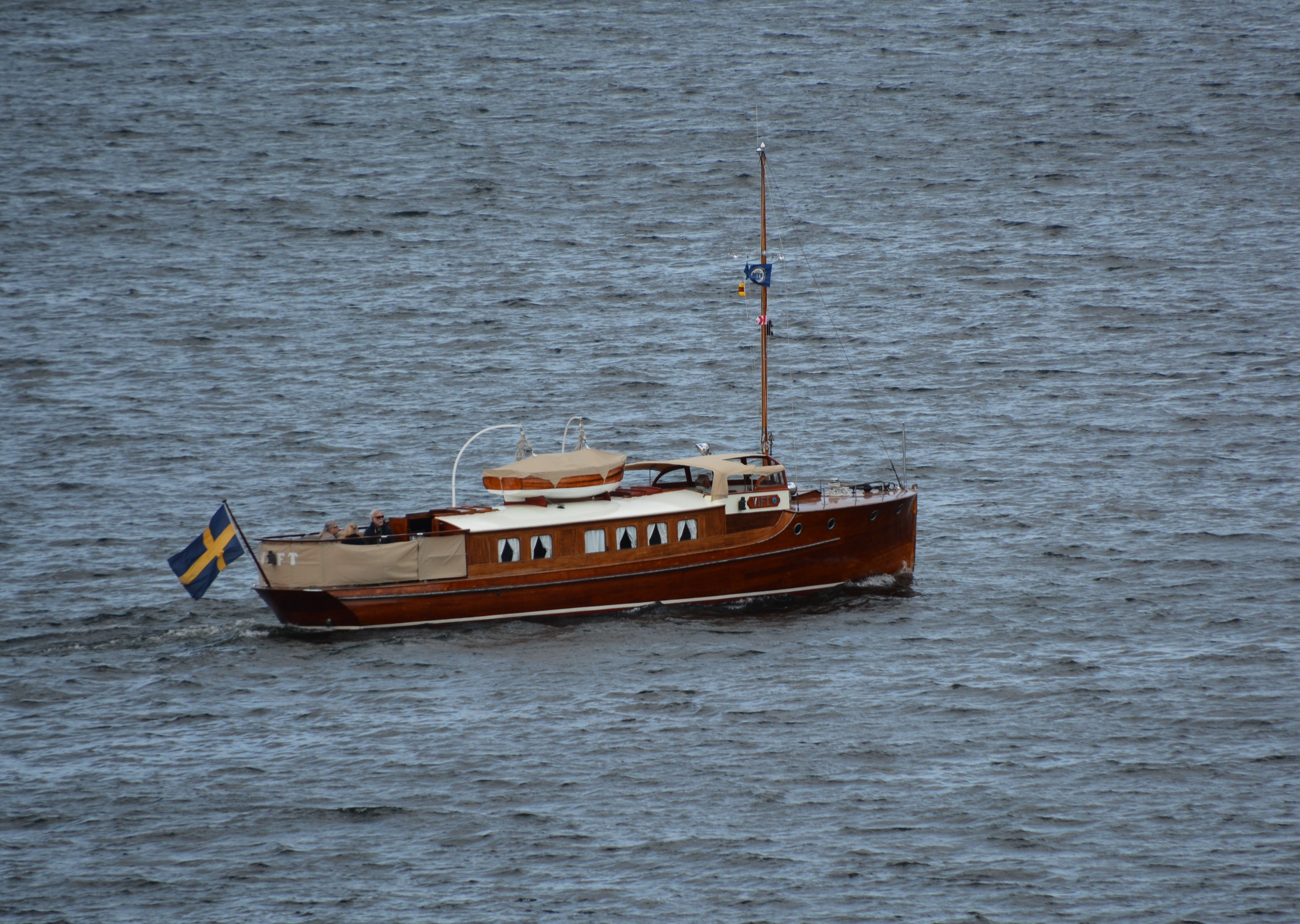
M/Y Vift, 1916
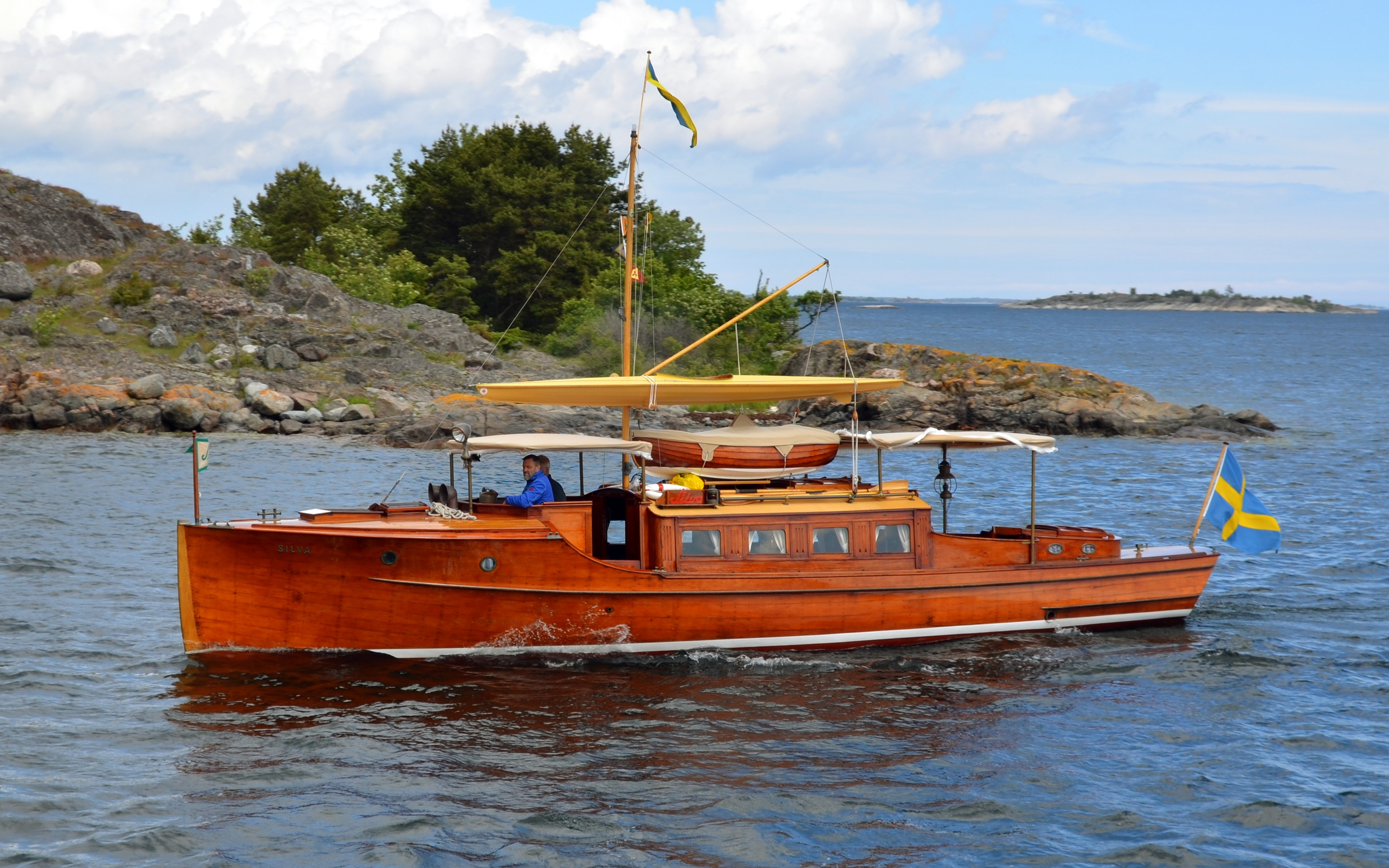
M/Y Silva, 1923
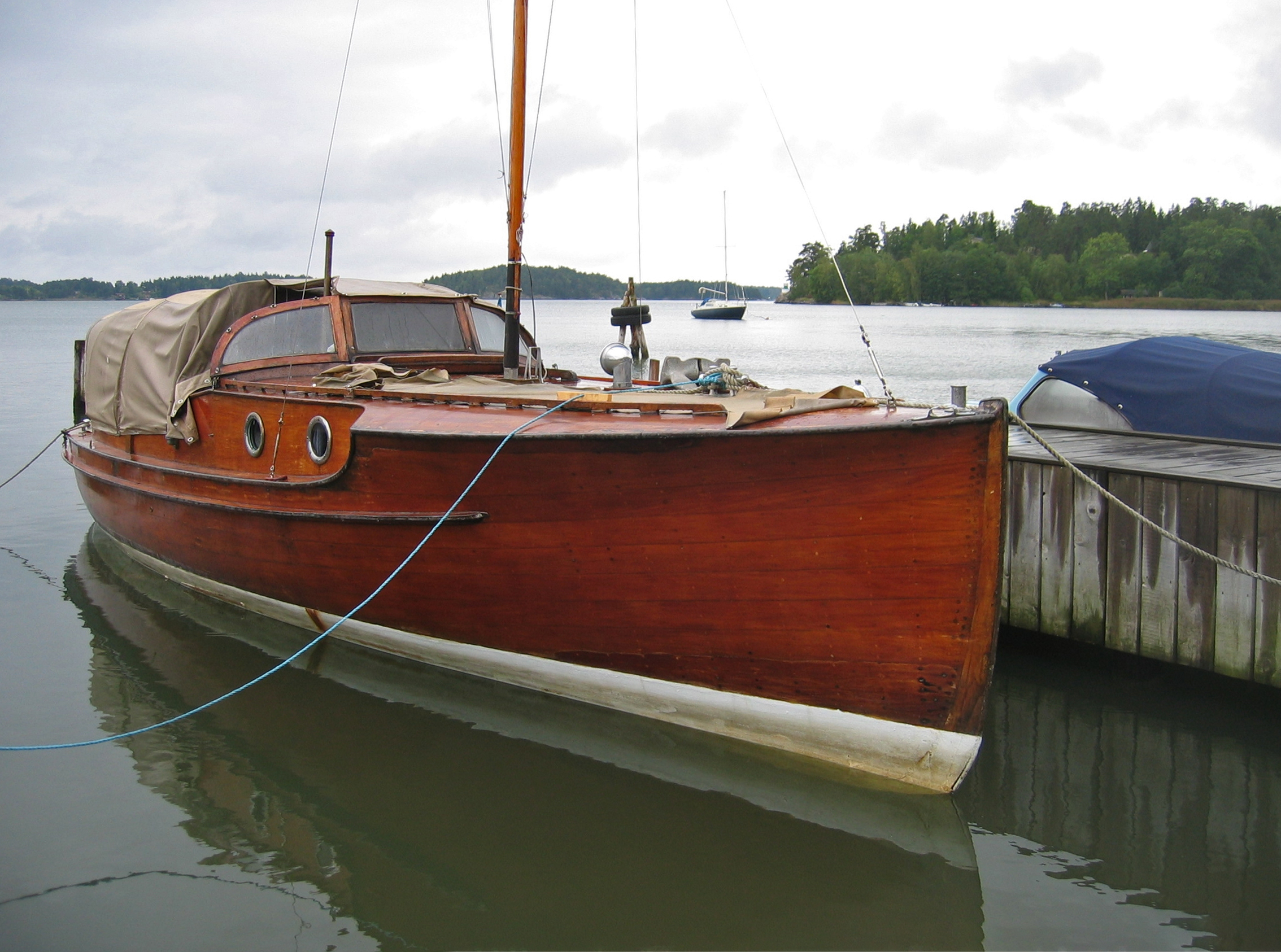
M/Y Wiking X, 1925
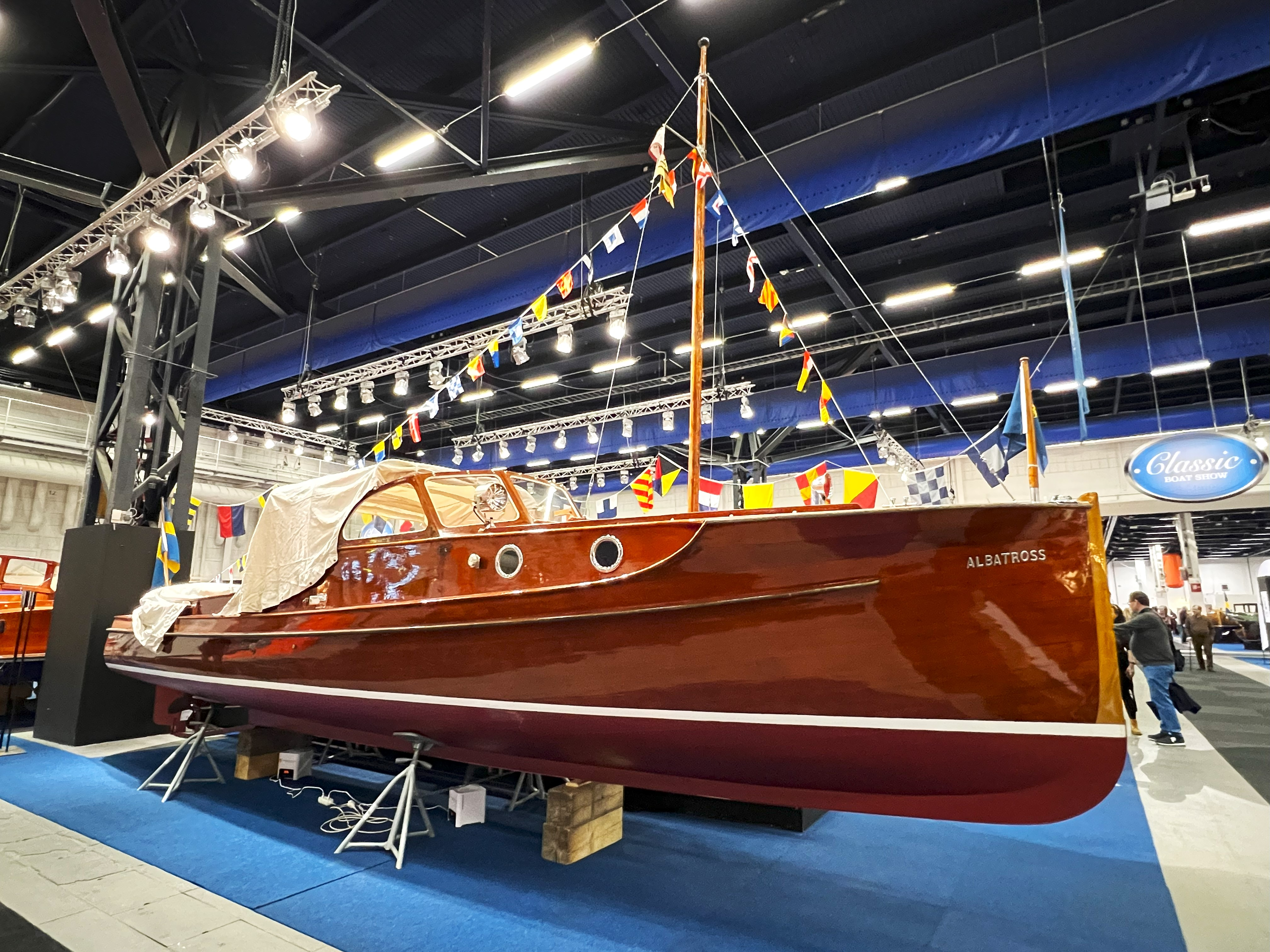
M/Y Albatross, 1928
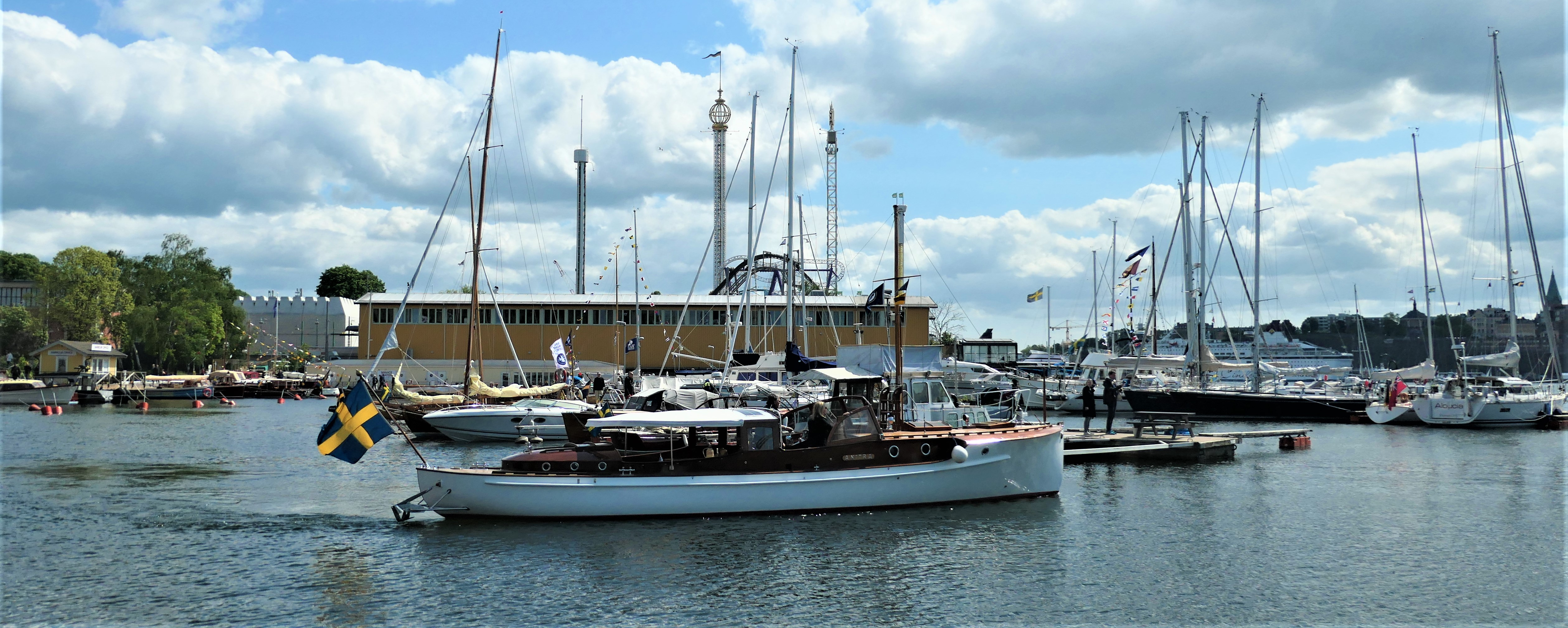
M/Y Anitra, 1929
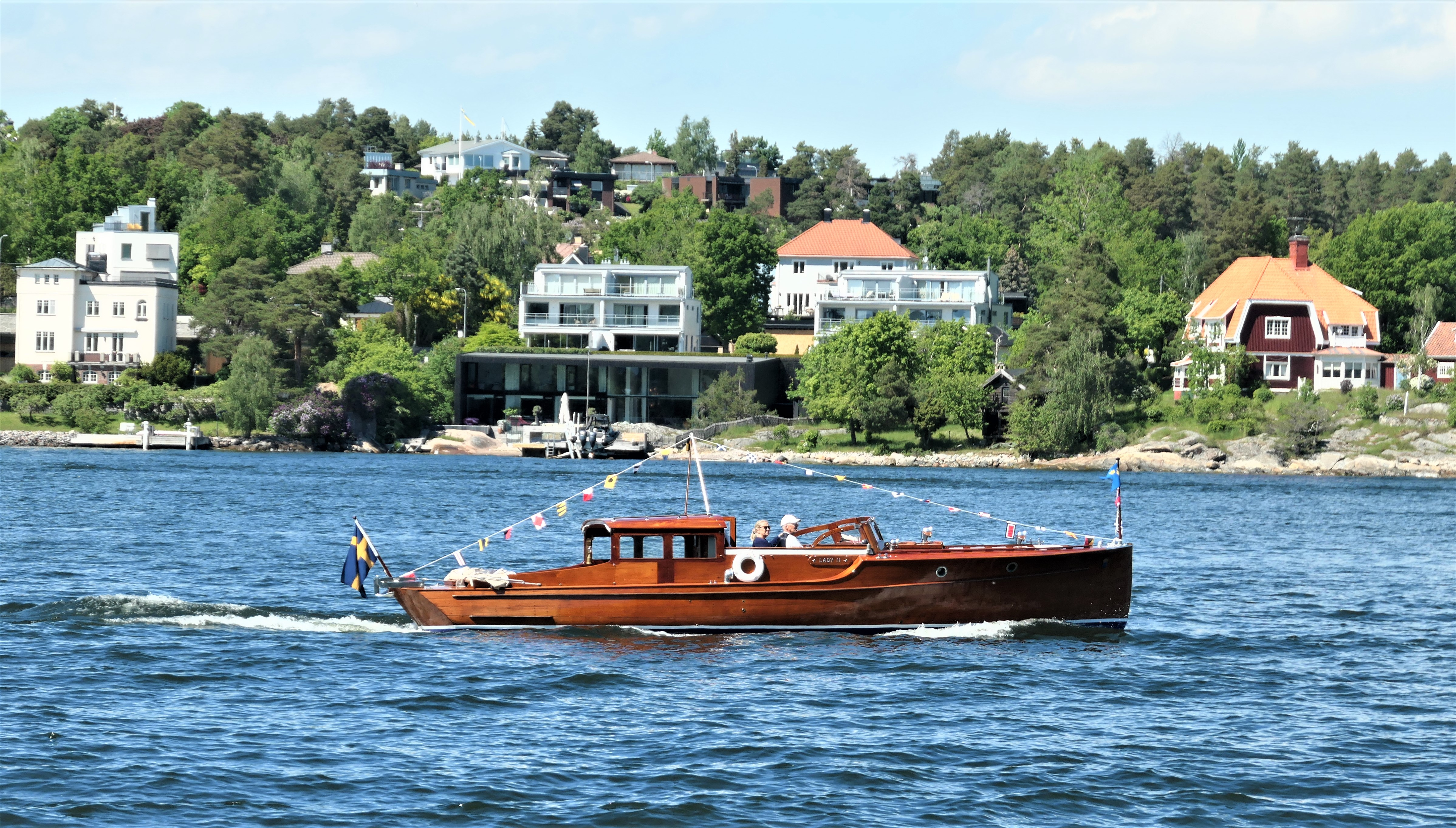
M/Y Lady II, 1929
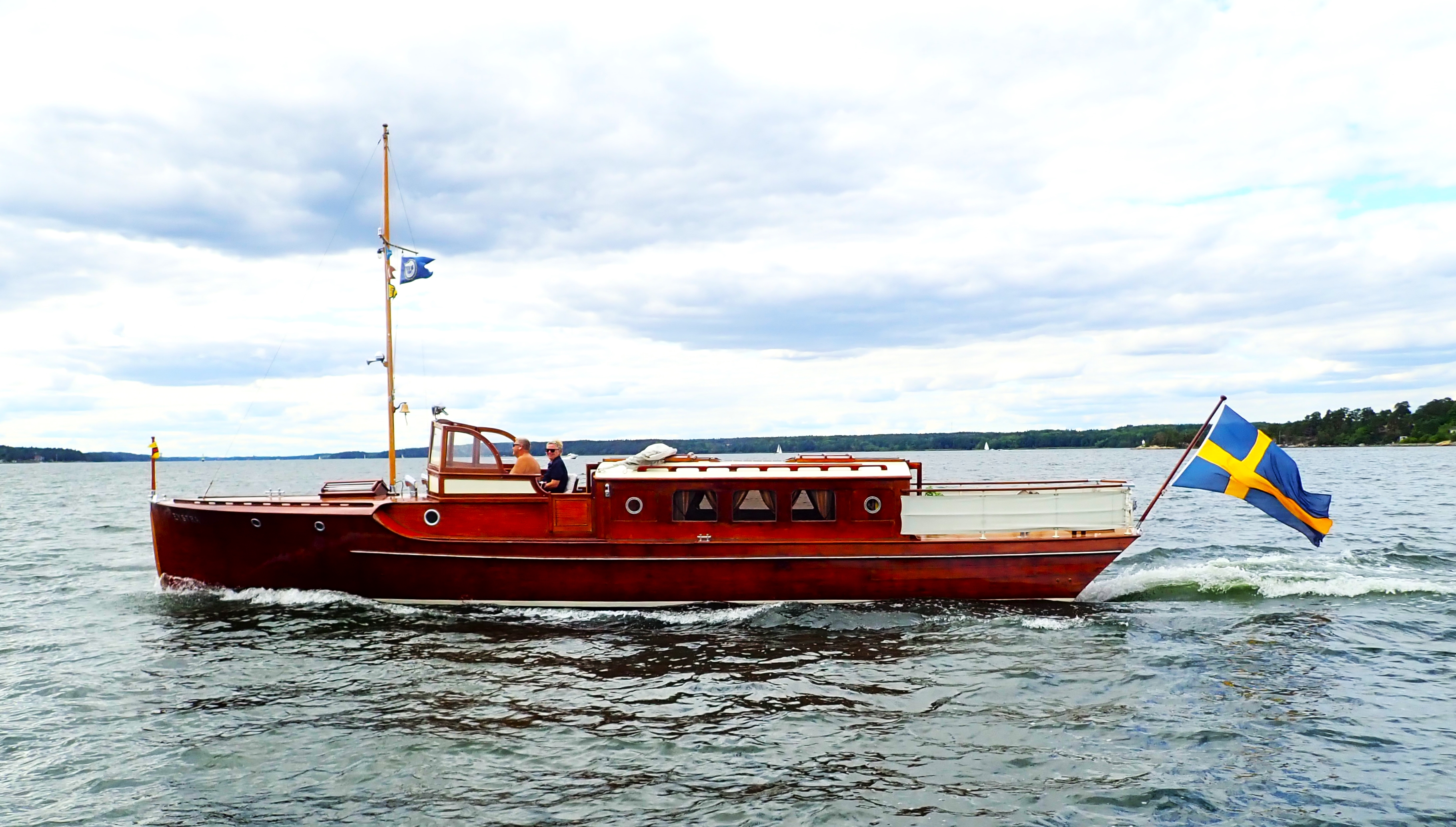
M/Y Eystra, 1931
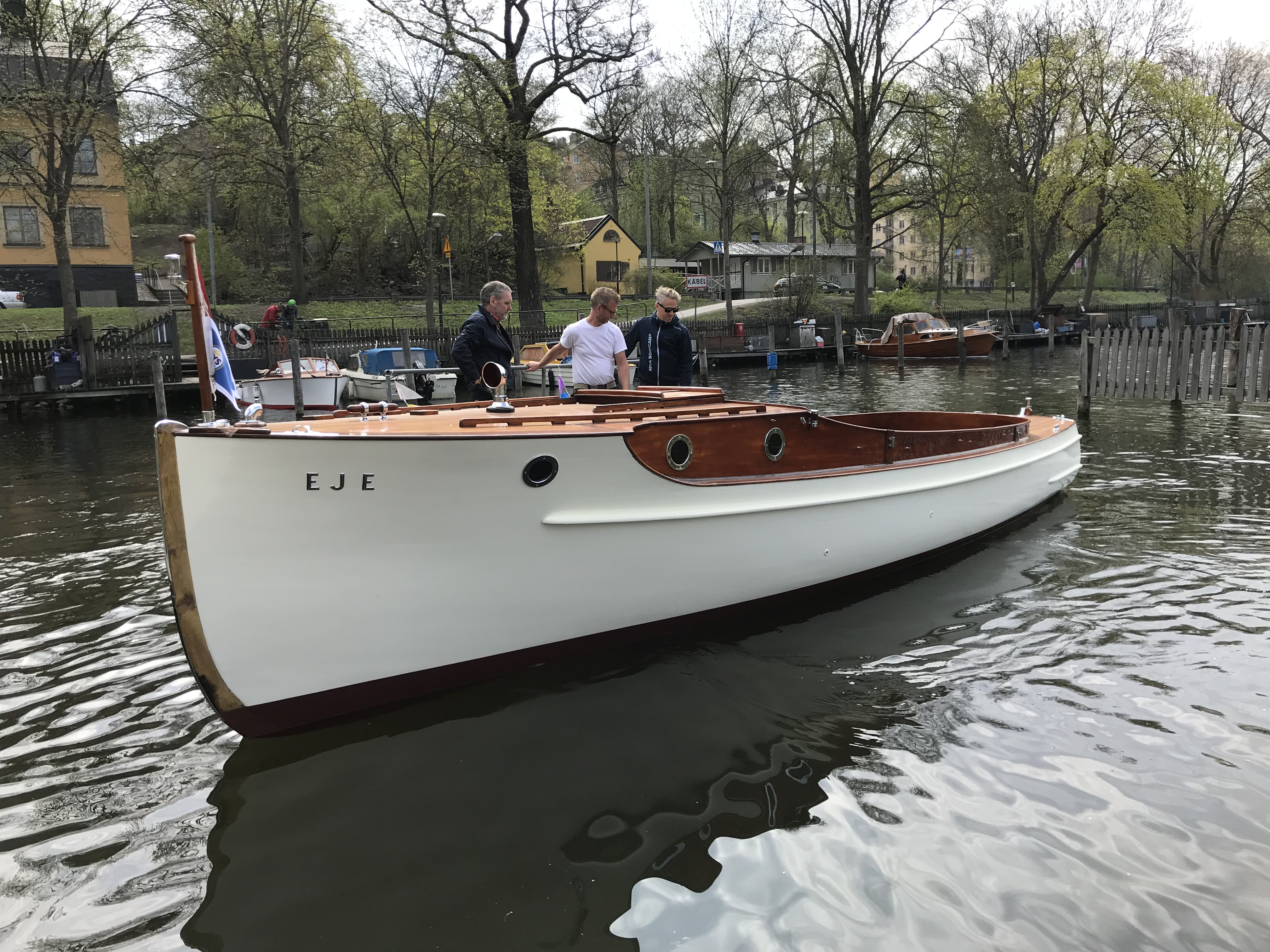
M/Y Eje
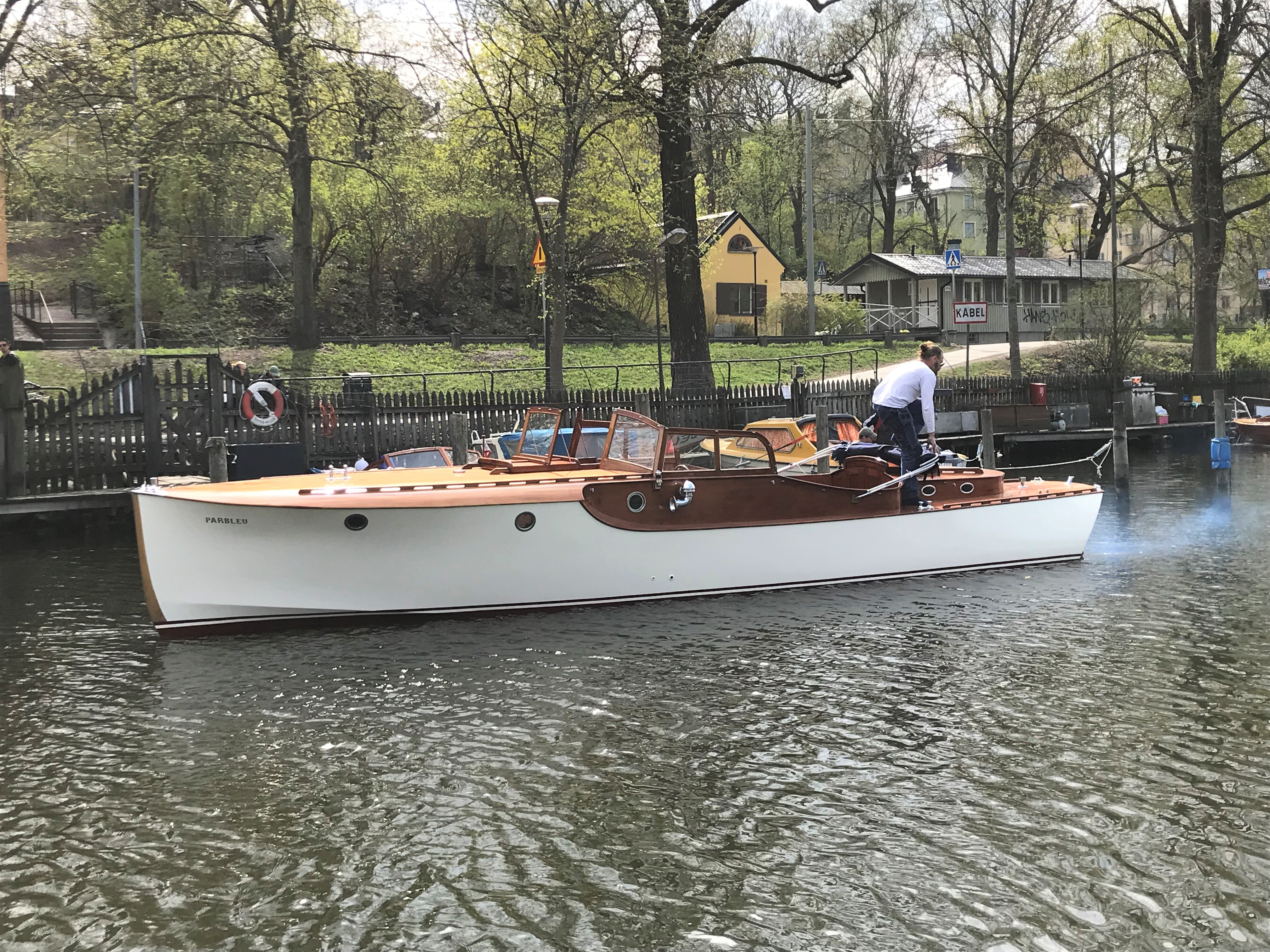
M/Y Parbleu, 1932
M/Y Liss, 1933
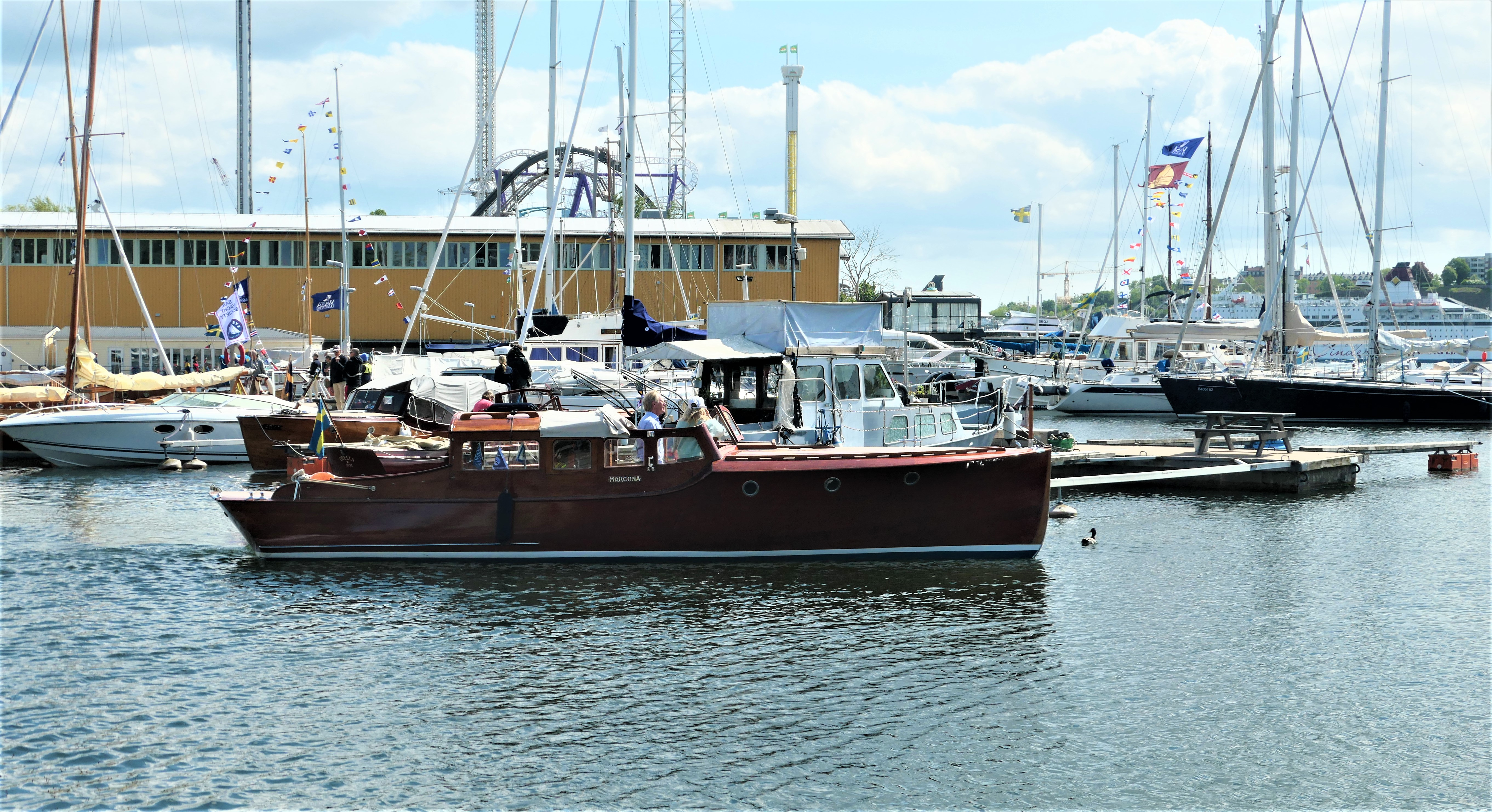
M/Y Margona, 1934
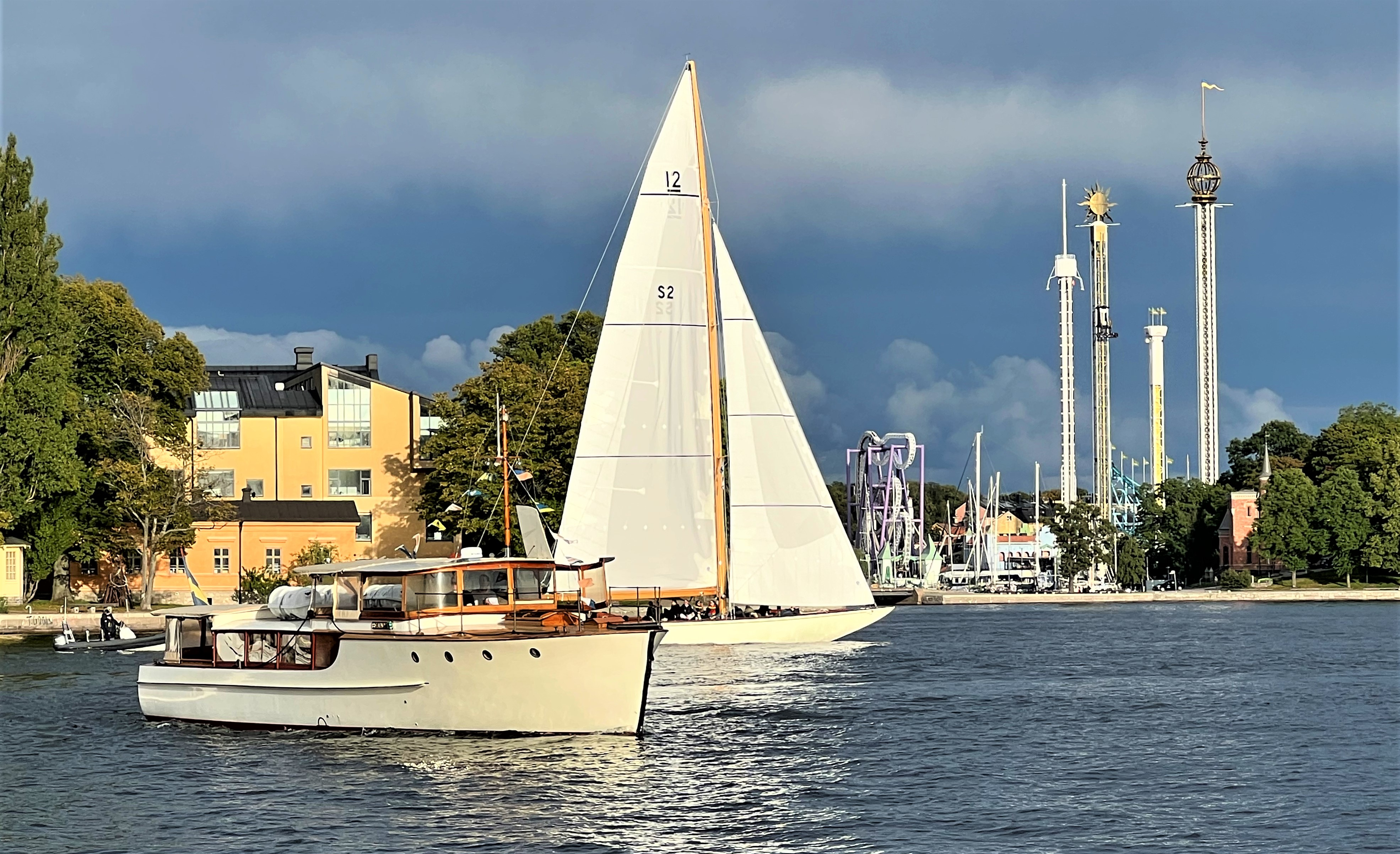
M/S Bellman, 1938